# Abbazia di St Dogmaels
L'abbazia di St Dogmaels (in inglese: St Dogmaels Abbey; in gallese: Abaty Llandudoch) è un'abbazia in rovina del villaggio gallese di St Dogmaels, nel Pembrokeshire (Galles sud-occidentale), fondata nel 1115/1120 da monaci tironensi.
Attualmente le rovine dell'abbazia vengono utilizzate per la messa in scena di spettacoli teatrali.

## Descrizione
Le mura occidentali e settentrionali della navata sono risalenti al XIII secolo.
Il transetto settentrionale è in stile Tudor. e presenta figure in rilievo raffiguranti San Matteo, il leone di San Marco e l'Arcangelo Michele.

## Storia
Sul luogo in cui sorse l'abbazia era presente sin dal V-VI secolo una comunità di monaci celtici.
Questa comunità fu allontanata nel 1115 dai Normanni per essere sostituita da monaci benedetti provenienti dall'abbazia francese di Tiron. La comunità era composta da 12 monaci e un abate.
Ufficialmente l'abbazia fu fondata il 20 settembre 1120. dal barone Robert fitz Martin e da sua moglie, Maud Peverel (sorella di William Peverel il Giovane): in realtà Fitz Martin fu colui che garantì il terreno e che fornì il denaro necessario per la realizzazione dell'abbazia.
La costruzione del complesso monastico proseguì in seguito anche tra il XIII e il XVI secolo.
I monaci dell'abbazia seguivano le rigide regole imposte dalla Regola di San Benedetto.
L'abbazia fu abbandonata nel 1536 con la dissoluzione dei monasteri voluta da Enrico VIII d'Inghilterra. e fu in seguito adibita a dimora privata.

## L'abbazia di St Dogmaels nella cultura di massa

### Cinema e fiction
- Nel 1986 le rovine dell'abbazia di St Dogmaels furono utilizzate come location per alcune scene del film Il nome della rosa.[4]